# 田口清隆
田口 清隆（たぐち きよたか、1980年5月7日 - ）は、日本の映画監督、特技監督。北海道室蘭市出身。

## 略歴
- 1980年 - 北海道室蘭市に生まれる。
- 1999年 - 北海道室蘭栄高等学校を卒業後、上京し日活芸術学院入学（第25期生）[3]。実習生として映画製作に参加。
- 2000年 - 日活芸術学院中退。
- 2007年 - 自主映画『G』完成。
- 2009年
  - 2月 - テレビ番組『テレ遊びパフォー!』の企画で『長髪大怪獣ゲハラ』を監督。
  - 3月 - 「ゆうばり国際ファンタスティック映画祭2009」フォーラムシアター部門にて『G』、『長髪大怪獣ゲハラ』が出品。田口清隆監督が市民賞受賞[1]。
- 2017年 - 自主映画『女兵器701』でゆうばりファンタランド大賞市民賞受賞。
- 2025年 - 初のアニメーション監督作品 『クレバテス-魔獣の王と赤子と屍の勇者-』（岩原裕二による漫画を原作としたアニメ）がテレビ放送。（同年7月-）

## 人物

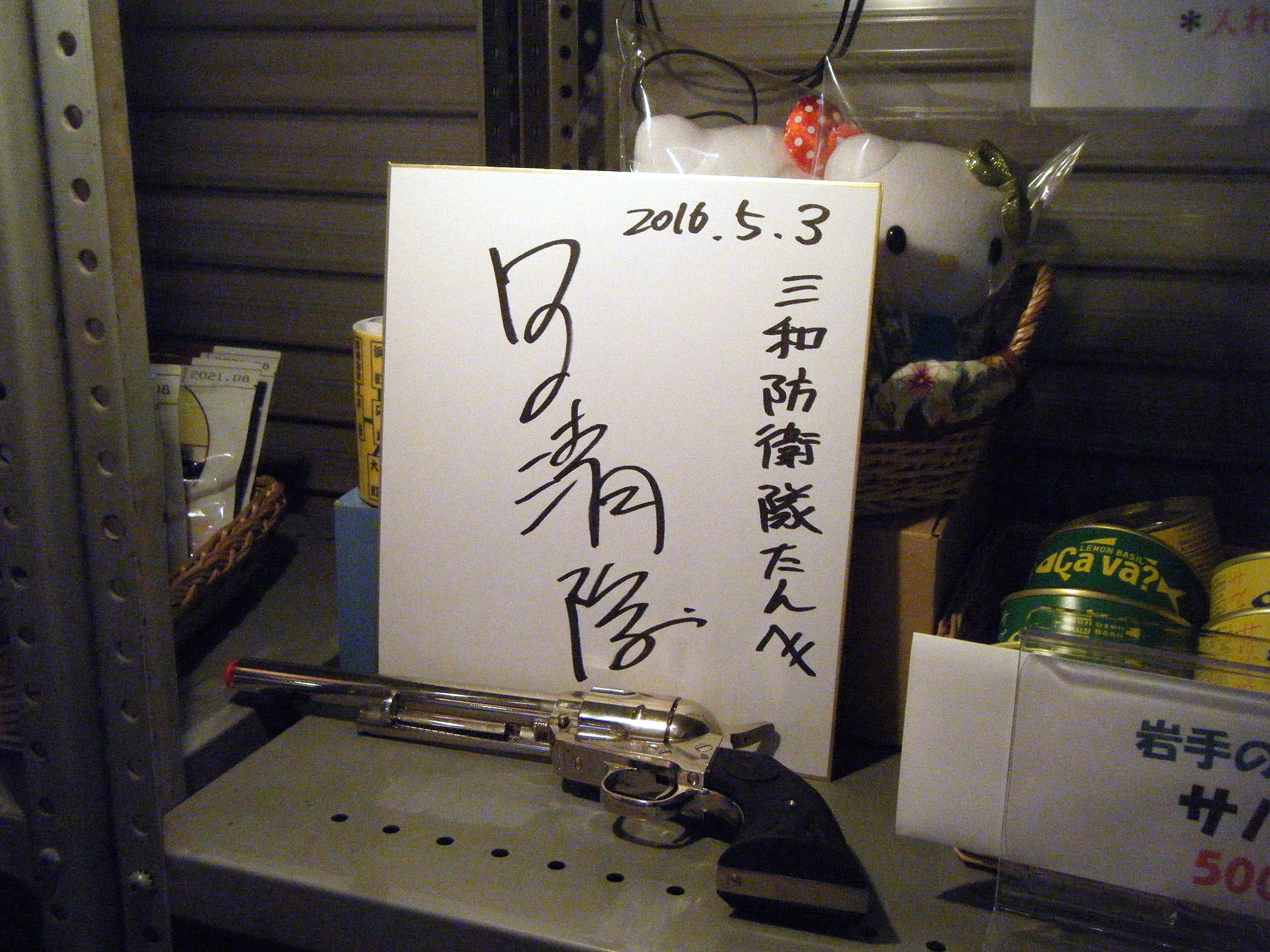
サイン　イベント「怪獣市場デラックス2」にて展示（三和市場／兵庫県尼崎市）

小学生のころに特撮テレビドラマ『ウルトラQ』や『ウルトラマン』の再放送を観て特撮に興味を持ち、小学生時代から高校生時代にかけて平成ゴジラシリーズ・平成ガメラシリーズ・平成ウルトラシリーズなどを観て育つ。特撮の制作現場に興味を持ったきっかけとして、情報ドキュメンタリー番組『追跡』での『ゴジラvsモスラ』のメイキングを挙げている。中学生の時から怪獣を題材にした自主映画を手がけている。
自身が幼少期に特撮作品に親しんだ経験から、自身の作品を通して特撮や怪獣の魅力を伝えていくことを掲げており、『ウルトラマンギンガS』に参加してからは特に子供層を意識するようになったという。2014年からはイベント「全国自主怪獣映画選手権」を主催し、2015年からは雑誌『宇宙船』の連載企画「宇宙船自主怪獣映画道場！」の部長に就任し、児童書『ウルトラマンX超全集』で子供向けの特撮指南を掲載するなど、自主制作怪獣映画の普及や後進の育成にも力を入れている。
ホラーやミリタリー、ファーストパーソン・シューティングゲームなどが好きで、中でも『コール オブ デューティシリーズ』は一番プレイしていると語っている。またディースリー・パブリッシャー発売の「THE 地球防衛軍シリーズ」も第1作からプレイしているファンであることを公言しており、『地球防衛軍4』の小説作品で帯にコメントを寄稿したほか、『地球防衛軍5』発売後のインタビューではシリーズの実写映画化の企画を何度も提案していることを明かしている。
好物はタラバガニ。

### 関連人物
押井守と樋口真嗣を二大巨頭と話す。
押井守
もともと『機動警察パトレイバー』が好きで押井も当然大好きだった。『THE NEXT GENERATION -パトレイバー-』の話が上がった時、押井は田口を4人目の監督として迎え入れた。
樋口真嗣
平成ガメラシリーズのころから憧れており、心の師匠と呼んでいる。ともに映画制作に関わる中で彼に見出され、2009年の『長髪大怪獣ゲハラ』で商業監督デビューすることとなる。
武居正能
助監督として組むことが多い。専門学校時代の同期である。田口が助監督として参加した『ウルトラマンコスモス』は、先に参加していた武居が番組延長の際に既に次の仕事が決まっていたため、その代わりとして紹介されたものであった。

## 監督作品

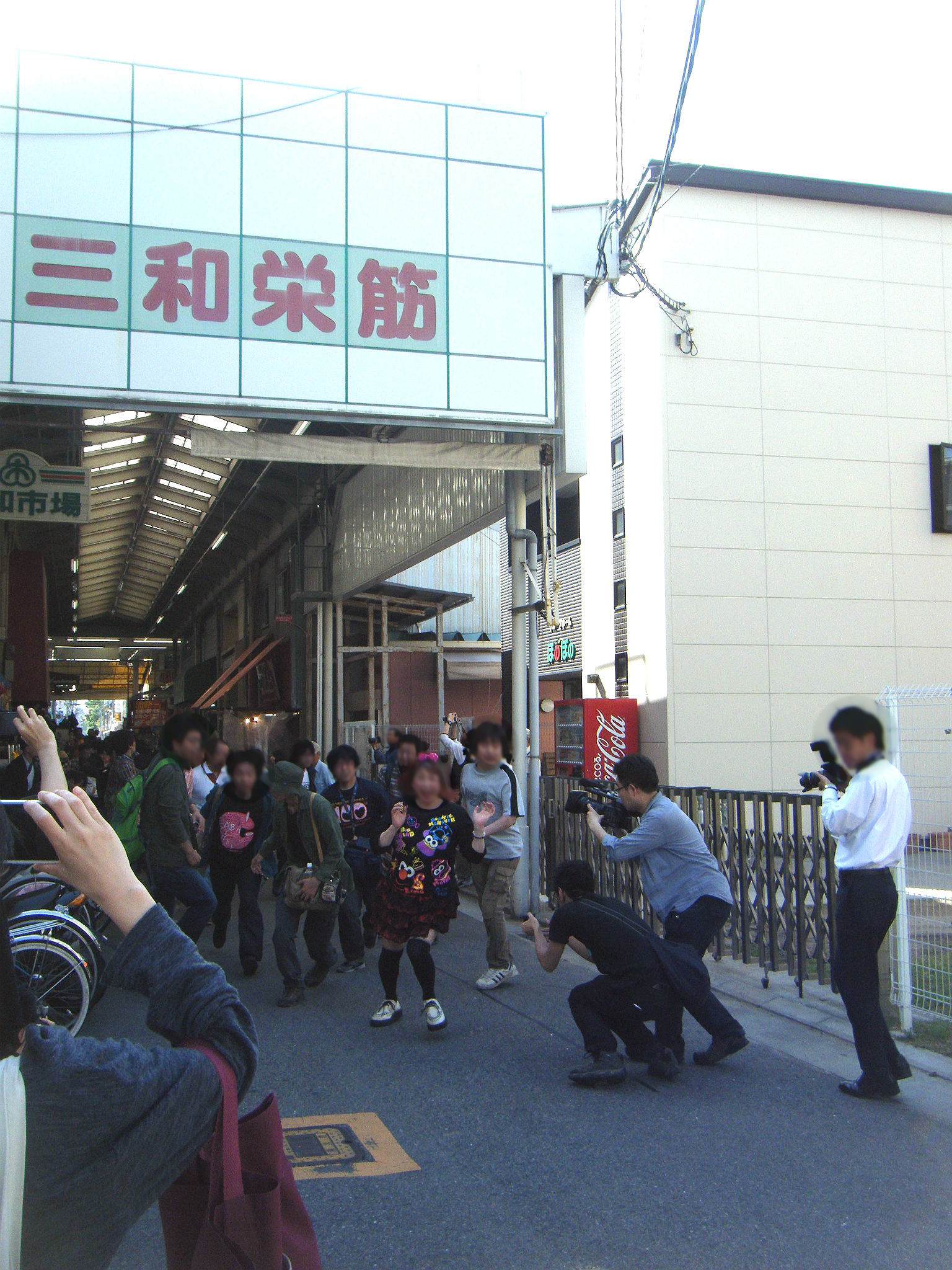
『大怪獣ガサキングα 三和市場に現わる』制作中の監督（三和市場／兵庫県尼崎市）

### 映画

#### 自主制作
- 「傷だらけの天使」よ永遠に（2000年）
- ある夏の戰い（2002年）
- クライシス北の國から（2003年）
- 大怪獣映画 G（2007年）
- ZONE -絶対区域-（2014年） - 「フールジャパンABCオブ 鉄ドン」の一編として制作[16]。
- 大怪獣ガサキングα 三和市場に現わる（2016年）
- DELTA（2015年） - 「フールジャパン 鉄ドン危機一髪」の一編として制作[16]
- 女兵器701（2017年）[17] - 「大怪獣チャランポラン祭り 鉄ドン」の一編として制作[16]
- UNFIX（2018年）
- 12人のイカれたワークショップ（2021年）

#### 商業
- 長髪大怪獣ゲハラ（2009年）※光学合成も担当
- RANGER 陸上自衛隊 幹部レンジャー訓練の91日（2011年）
- THE NEXT GENERATION -パトレイバー-（2014年）
- ウルトラシリーズ
  - 劇場版 ウルトラマンX きたぞ!われらのウルトラマン（2016年3月12日）
  - 劇場版 ウルトラマンオーブ 絆の力、おかりします!（2017年3月11日）
  - ウルトラマンブレーザー THE  MOVIE 大怪獣首都激突（2024年2月23日）
- 別府短編映画制作プロジェクト『大怪獣ブゴン』（2022年8月19日）[18][19][20]

### テレビドラマ
- MM9（2010年、毎日放送）
- ウルトラシリーズ
  - ウルトラゾーン（2012年、テレビ神奈川）
  - ネオ・ウルトラQ（2013年、WOWOW）
  - ウルトラマンギンガS（2014年、テレビ東京）
  - ウルトラマンX（2015年、テレビ東京）※メイン監督
  - ウルトラマンオーブ（2016年、テレビ東京）※メイン監督
  - ウルトラマンジード（2017年、テレビ東京）
  - ウルトラマンR/B（2018年、テレビ東京）
  - ウルトラマンタイガ（2019年、テレビ東京）
  - ウルトラマンZ（2020年、テレビ東京）※メイン監督、吹原幸太と共同でシリーズ構成も担当[21]
  - ウルトラマントリガー NEW GENERATION TIGA（2021年、テレビ東京）[22]
  - ウルトラマンデッカー（2022年、テレビ東京）[23]
  - ウルトラマンブレーザー（2023年、テレビ東京）※メイン監督、小柳啓伍と共同でシリーズ構成も担当[24]
- 怪奇大作戦 ミステリー・ファイル「血の玉」（2013年、NHK BSプレミアム）
- ゆうべはお楽しみでしたね（2019年、毎日放送）
- 魔進戦隊キラメイジャー（2020年、テレビ朝日）
- 仮面ライダーガッチャード（2024年、テレビ朝日）[25]

### オリジナルビデオ
- ロックドリルの世界〜地底世界の超機械巨神〜（2009年）
- 怨霊塔 都市伝説全集の地獄（2011年）
- 怨霊ノ家 呪界地獄入ルの恐怖（2011年）

### webドラマ
UNFIXについては、#自主制作に記載。
- MMY 残ル業ニ給モ無シ（2010年）
- セブンガーファイト（2021年）
- ウルトラマン -シンガポールの新たな力-（2021年）

### テレビアニメ
- クレバテス-魔獣の王と赤子と屍の勇者-（2025年）[26] - 監督・特技監督・音響監督

### その他
- MV NUT「おめでトーン♡ありがトーン」（2011年）
- PV 『ハカイジュウ』（2012年）※大畑創と共同監督
- MV 科楽特奏隊「ウルトラマンレオ」（2015年）
- MV 全力少女R『ギリギリ勝負のトラディション』（2016年）
- MV MAYDAY『Life of Planet（少年他的奇幻漂流）』（2017年）
- VR特撮作品 『ウルトラマンゼロVR』『ウルトラファイトVR』（2017年）
- 『帰ってきたアイゼンボーグ』内短編ドラマ「不滅のD戦隊!時を超えた闘い!!」（2017年）
- CRぱちんこウルトラセブン2（2018年） ※実写パート監督
- 特撮ジオラマ映像シリーズ『ゾイドワイルドバトルウォーズ 「ZOIDS WILD Eastern Front」』（2018年、タカラトミー）

## 参加作品

### 映画
- ホワイトアウト（2000年）
- さくや妖怪伝（2000年8月12日）
- ゴジラシリーズ
  - ゴジラ×メガギラス G消滅作戦（2000年12月16日）
  - ゴジラ・モスラ・キングギドラ 大怪獣総攻撃（2001年12月15日）
  - ゴジラ×メカゴジラ（2002年12月14日）
  - ゴジラ×モスラ×メカゴジラ 東京SOS（2003年12月13日）
  - ゴジラ FINAL WARS（2004年12月4日）
- 仮面ライダーシリーズ
  - 劇場版 仮面ライダー555 パラダイス・ロスト（2003年8月16日）
  - 劇場版 仮面ライダー響鬼と7人の戦鬼（2005年9月3日）
  - 劇場版 仮面ライダーカブト GOD SPEED LOVE（2006年8月5日） - デジタルエフェクト
  - 劇場版 仮面ライダー電王 俺、誕生!（2007年8月4日） - デジタルエフェクト
  - 劇場版 仮面ライダー電王&キバ クライマックス刑事（2008年4月12日） - デジタルエフェクト
- 輪廻（2005年）
- 日本沈没（2006年7月15日）
- 轟轟戦隊ボウケンジャー THE MOVIE 最強のプレシャス（2006年8月5日）
- ミッドナイトイーグル（2007年11月23日）
- 20世紀少年 第1章 終わりの始まり（2008年）
- 死ね!死ね!シネマ（2011年） - 特撮
- へんげ（2011年） - 特技監督
- 琉神マブヤーTHE MOVIE 七つのマブイ（2011年） - 視覚効果
- ひまわり〜沖縄は忘れない あの日の空を〜（2013年） - 視覚効果
- SHARING（2014年） - 特技監督
- ラブ&ピース（2015年） - 特技監督
- 新幹線大爆破（2025年） - セカンドユニット撮影応援

### テレビドラマ
- ウルトラマンコスモス（2001年 - 2002年）
- 仮面ライダーシリーズ
  - 仮面ライダー響鬼（2005年 - 2006年）VFXアーチスト
  - 仮面ライダーカブト（2006年 - 2007年）VFXアーティスト
  - 仮面ライダー電王（2007年 - 2008年）VFXアーティスト
  - 仮面ライダーキバ（2008年 - 2009年）VFXアーティスト
- スーパー戦隊シリーズ
  - 轟轟戦隊ボウケンジャー（2006年 - 2007年）デジタル合成
  - 獣拳戦隊ゲキレンジャー（2007年 - 2008年）デジタル合成
- アストロ球団（2005年）
- 風魔の小次郎（2007年）
- スイート10〜最後の恋人〜（2008年）
- 私が初めて創ったドラマ 怪獣を呼ぶ男（2010年） エンドタイトル特殊技術
- パラレル東京 DAY1〜DAY4（2019年、NHK NHKスペシャル シリーズ「体感 首都直下地震ウイーク」内ドラマ）特技演出[27]

### 配信作品
- 仮面ライダーBLACK SUN（2022年）特撮監督[28]

### オリジナルビデオ
- 流出封印動画 〜誰・魔・落・死〜（2012年）監修

### テレビアニメ
- パンティ&ストッキングwithガーターベルト（2010年）操演・特殊効果
- SSSS.DYNAZENON（2021年）怪獣デザイン[29]

### 漫画
- 戦え！セブンガー（2021年）脚本
- 神蛇（2022年）シナリオ[30]

## 出演

### 映画（出演）
- 劇場版 ウルトラマンオーブ 絆の力、おかりします!（2017年） - カメオ出演

### テレビドラマ（出演）
- ウルトラマンX 第15話・第16話（2015年） - 声の出演
- ウルトラマントリガー NEW GENERATION TIGA 第7話（2021年） - バロッサ星人（四代目）の声
- 仮面ライダーガッチャード（2024年） - ベロソルの声、大妖怪の声

### OVA
- 怪獣酒場 カンパーイ!（2016年） - 声の出演

## 受賞歴
- 「ゆうばり国際ファンタスティック映画祭2009」観客賞（市民賞） ※出品作品：『G』・『長髪大怪獣ゲハラ』[1]